# Eduardo Lan
Eduardo Lan fue un marino argentino que sirvió en la armada de su nación a fines del siglo XIX.

## Biografía
Eduardo Lan nació el 23 de diciembre de 1859. 
Ingresó en la Armada y siguió los estudios de oficial, integrando la tercera promoción de la Escuela Naval Militar.
Fue uno de los fundadores del Centro Naval (4 de mayo de 1882), cuya primera Comisión Directiva integró como vocal.
En 1883, con el grado de alférez de fragata, fue el primer comandante de la torpedera fluvial Centella, permaneciendo en su apostadero en río Luján con escasa actividad.
En 1885 presentó un proyecto de uso de telégrafos ópticos para buques de la Armada Argentina.
En enero de 1888 se constituyó la Junta Superior de Marina, presidida por el ministro de Guerra y Marina, la cual  concentraba las funciones de la antigua Junta de Inspección (controlar el aprovisionamiento, adquisiciones, conservación de los buques, inspeccionar los buques controlando navegabilidad, personal, víveres, combustible y armamento) y la facultad de redactar o modificar leyes y reglamentos, intervenir en ascensos y cuestiones de personal, de hidrografía y puertos, adquisición de buques, infraestructura y presupuesto.
Estaba integrada por el contralmirante Bartolomé Cordero, Clodomiro Urtubey, el capitán de navío Martín Guerrico, el ingeniero Guillermo White (presidente de la Comisión Administradora Local del Ferrocarril del Sur), Francisco Seeber (presidente de la Compañía Muelles y Depósitos de Las Catalinas) y Estanislao Zeballos, revistando en la secretaría el capitán de fragata Carlos María Moyano y los tenientes de fragata Eduardo Lan, Leopoldo Funes, Emilio Barilari e Hipólito Oliva.
En 1893, con el grado de capitán de fragata, fue puesto al frente del ariete torpedero Maipú, permaneciendo fondeado en el río Luján con escasa actividad.
Se retiró el 7 de diciembre de 1905, falleciendo el 2 de mayo de 1908.